# Kunoichi

女 → くノ一

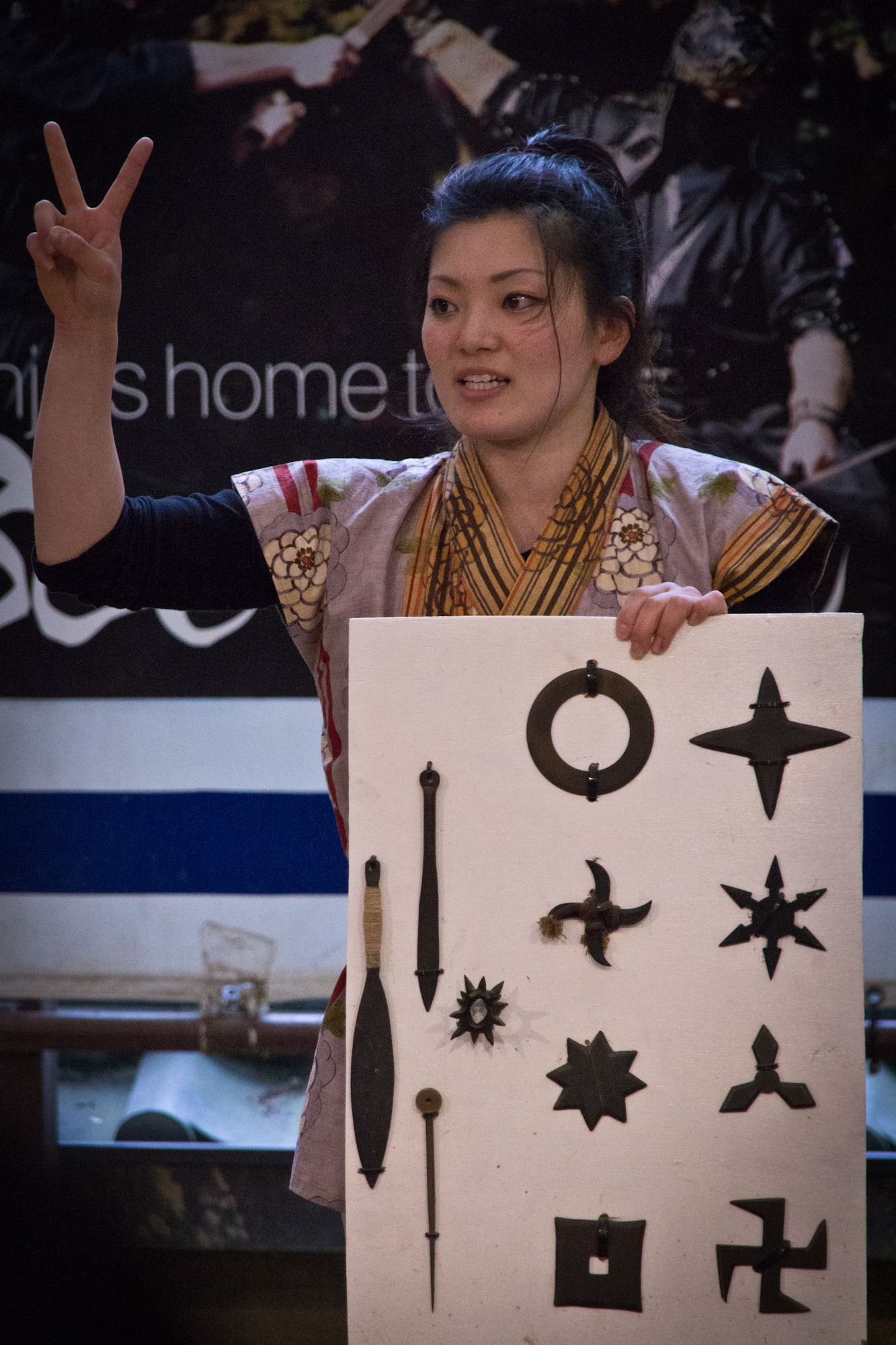
Muzeum ninja w Iga, prezentacja shurikenów

Kunoichi (jap. くノ一 lub także zapisywane くの 一) – w dawnej Japonii kobieta ninja lub kobieta znająca sztukę walki ninjutsu.

## Pochodzenie nazwy
Termin kunoichi to sztuczne, slangowe słowo pochodzące z tajnego języka (ingo), utworzone ze znaku kanji oznaczającego „kobietę” (女, onna). Kolejne trzy kreski w trakcie pisania tego znaku to: 
- く  → sylaba „ku” pisana hiraganą;
- ノ  → sylaba „no” pisana katakaną, czasem zapis の (hiragana);
- 一  → kanji o znaczeniu „ichi” → „jeden”[1].

## Międzynarodowe Centrum Badań Ninja
W dążeniu do zachowania dziedzictwa historycznego kraju, państwowy Mie University (Mie Daigaku, mieszczący się w mieście Tsu), ustanowił w 2017 roku Międzynarodowe Centrum Badań Ninja (International Ninja Research Center; 三重大学国際忍者研究センター Mie Daigaku Kokusai Ninja Kenkyū Sentā) w mieście Iga w prefekturze Mie. Celem badań jest m.in. poznanie życia i działalności tajnych wojowników z przeszłości, a także stworzenie bazy danych źródeł historycznych, związanych z ninja i kunoichi.
Ze względu na to, że klany ninja były rygorystycznie tajne, a swoją wiedzę praktyczną i teoretyczną przekazywały tylko wewnątrz siebie z pokolenia na pokolenie, powszechna wiedza o nich opiera się głównie na interpretacjach autorów dzieł literackich, sztuk teatralnych, filmów, mangi, czy anime. Są one jednak sprzeczne i niezgodne ze skąpą wiedzą historyczną. 
Informacje o istnieniu w XVII wieku tajnego języka kunoichi oraz kunoichi-no-jutsu (techniki kobiet-ninja), zawarte m.in. w zbiorze Bansenshūkai (萬川集海, wsp. 万川集海, „Wszystkie rzeki łączą się w morzu” w znaczeniu „wszystkie techniki szkół ninjutsu tworzą wielką księgę wiedzy”) wskazują na możliwość wykorzystywania kobiet nie do walki fizycznej, ale do gromadzenia informacji, infiltracji i służących jako posłańcy. 